# Geely Binyue
Le Geely Binyue est un modèle de SUV multisegment sous-compact produit par le constructeur automobile chinois Geely depuis le 22 août 2018,. Il est vendu sur les marchés internationaux sous le nom de Geely Coolray.

## Aperçu
La nouvelle automobile a été nommée "SX11" lors de son développement et a été révélée en août 2018 sous le nom de Binyue. Le Geely Binyue a été positionné entre le Geely Emgrand GS et le Geely Boyue au sein de la gamme de crossover de Geely, et est le premier crossover basé sur la plate-forme BMA. Les versions Binyue 260T Sport portent deux logos "Geely Sport", différents de l'ancien logo Earth.

Les moteurs disponibles pour le Binyue sont un moteur turbo à trois cylindres de 1,0L de 136 ch et un moteur trois cylindres en ligne turbo de 1,5L de 177 ch.

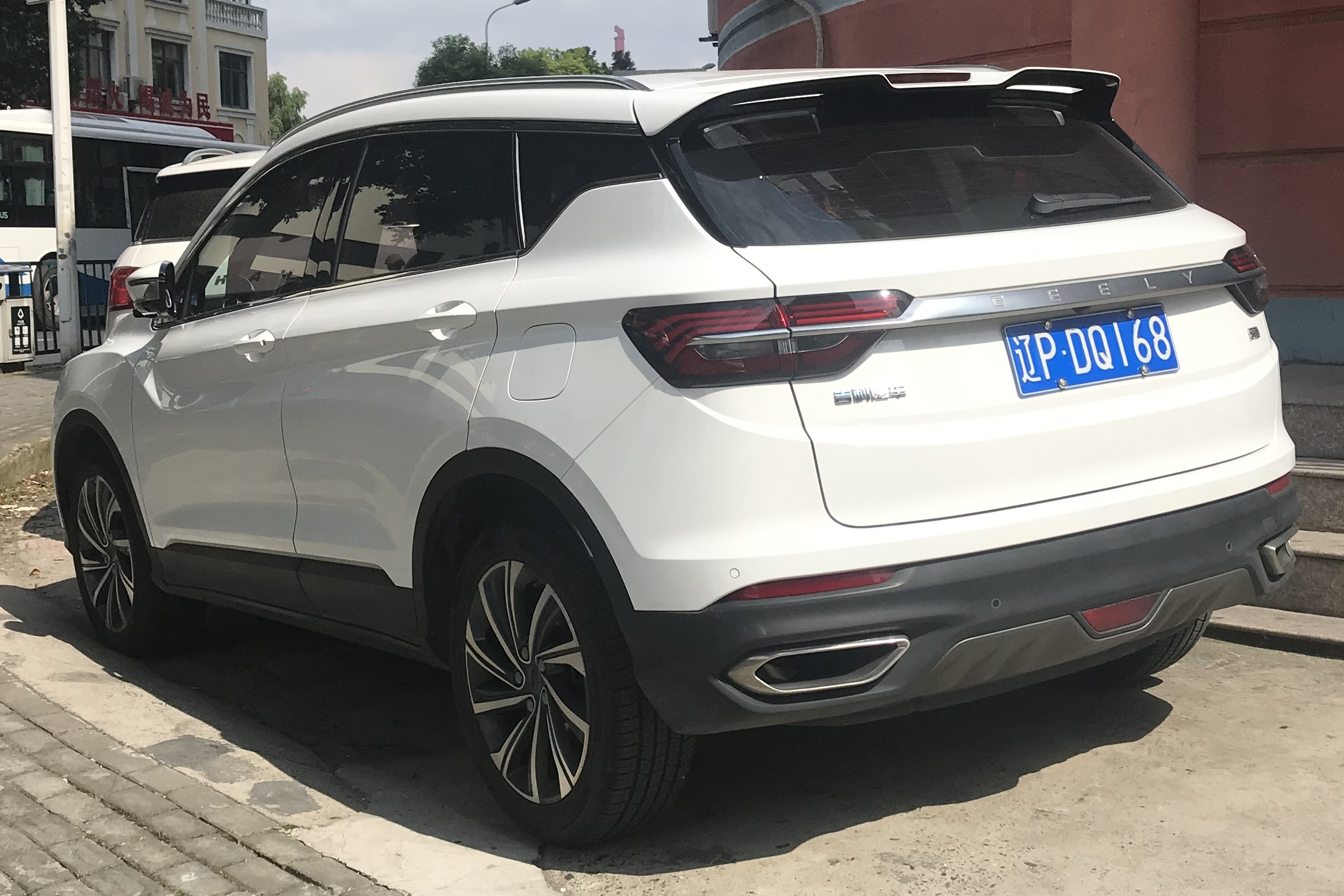
Vue arrière
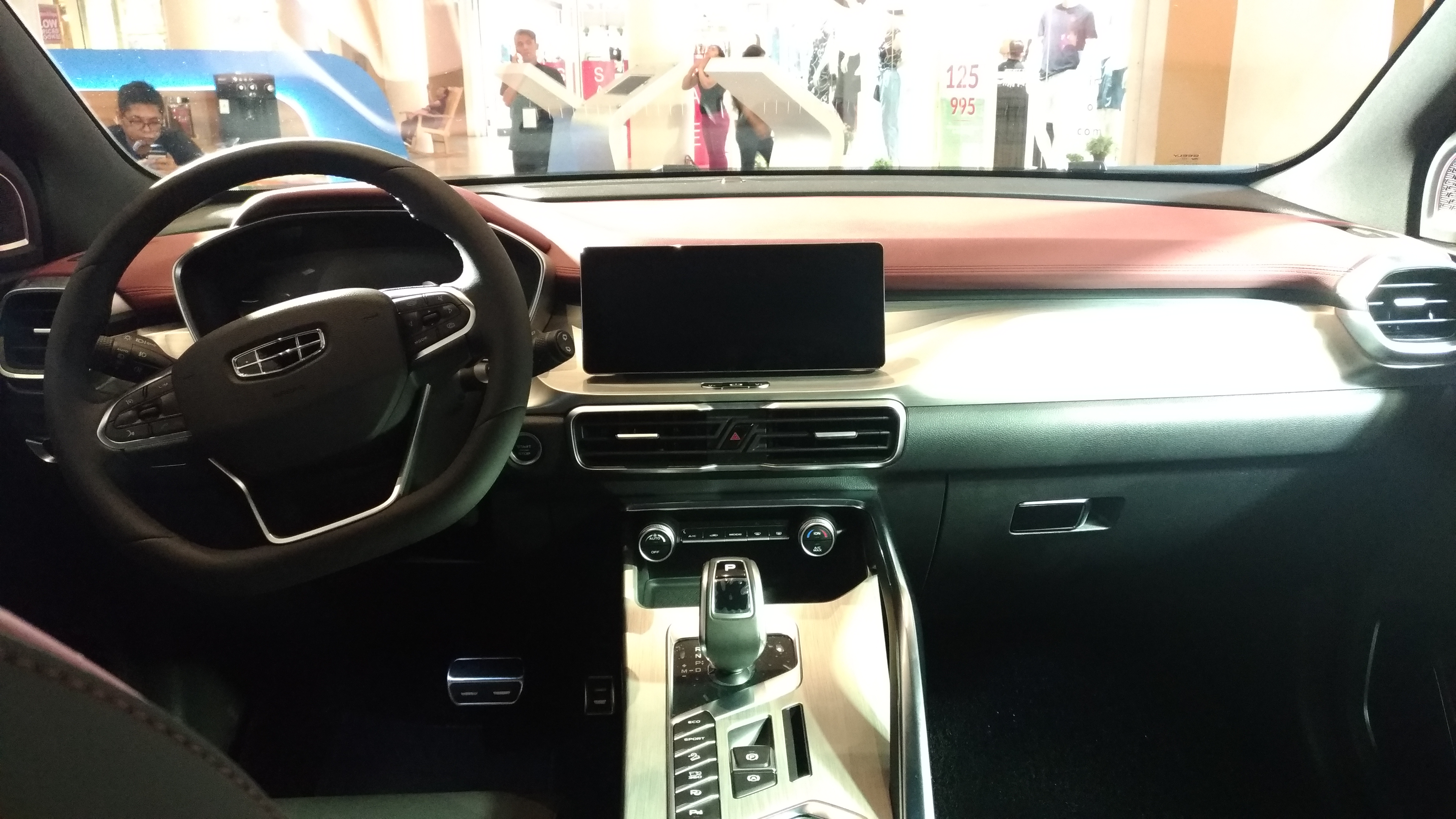
Intérieur
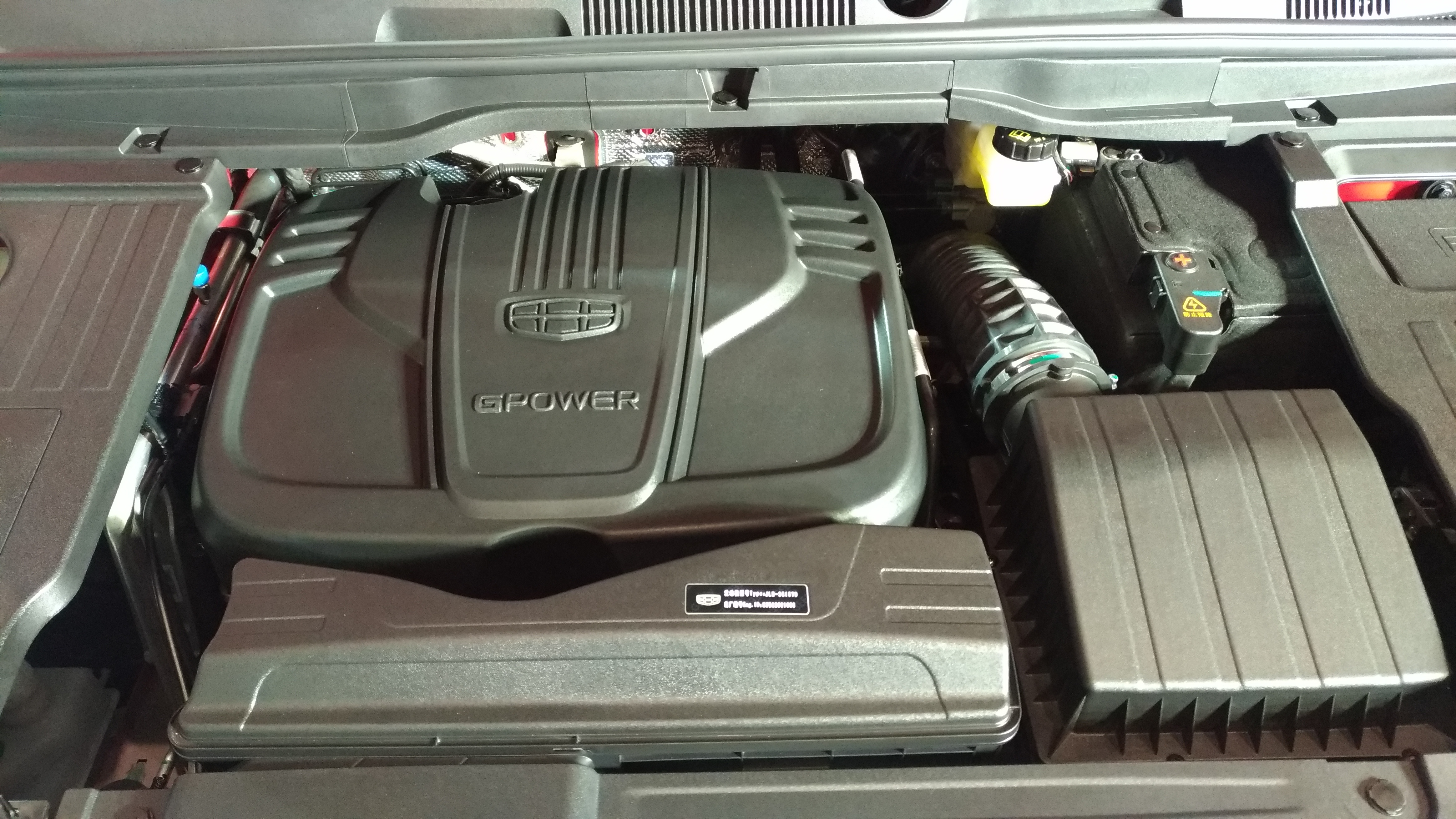
Compartiment moteur

### Binyue PHEV
Le Binyue PHEV est la version hybride rechargeable du Binyue standard. Il est propulsé par un moteur turbocompressé de 1,5L couplé à un moteur électrique et une batterie au lithium de 11,3 kWh produisant 258 ch et 415 Nm de couple. Le Binyue PHEV a environ 62 km d'autonomie en mode électrique.

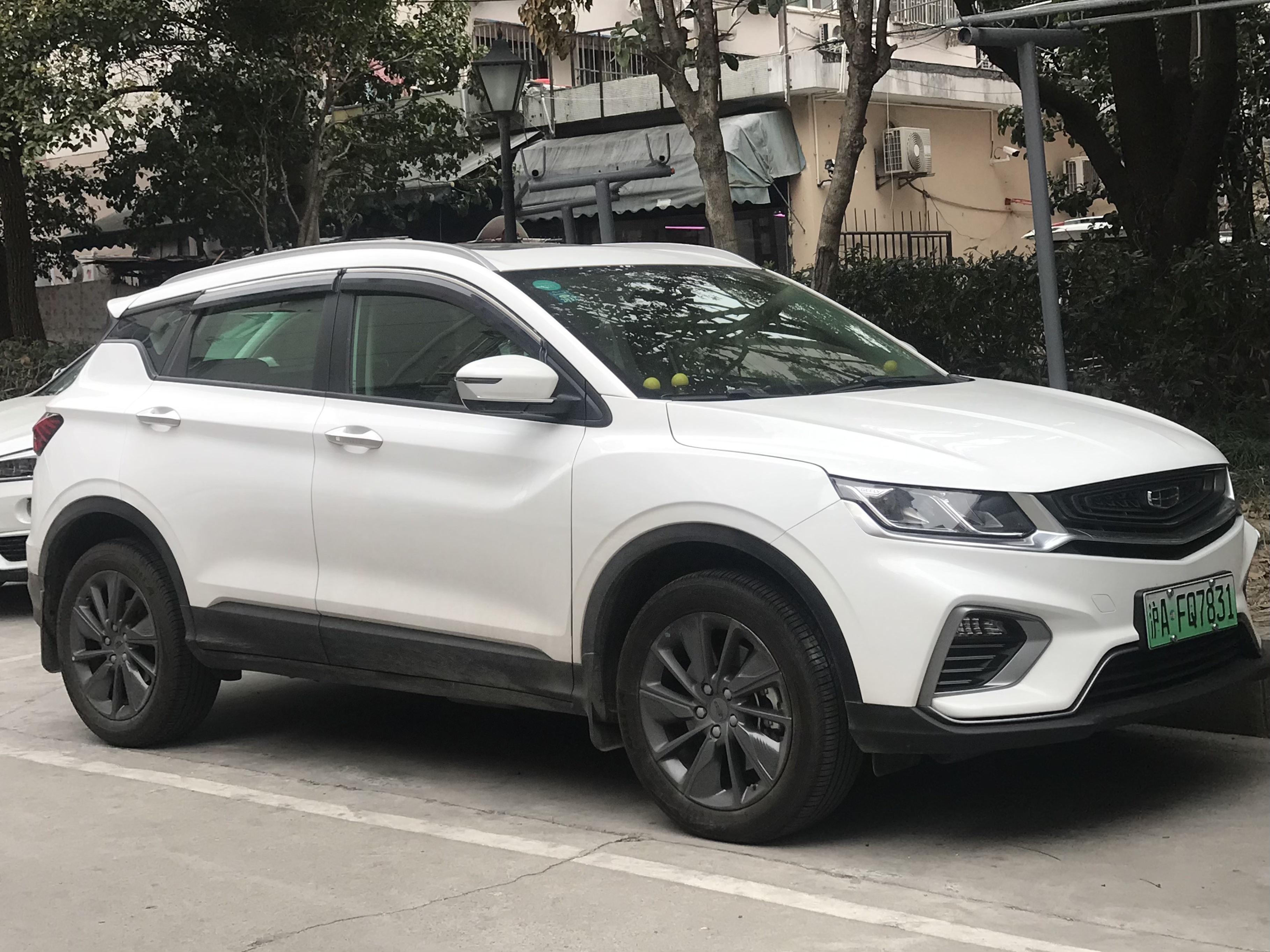
Geely Binyue PHEV
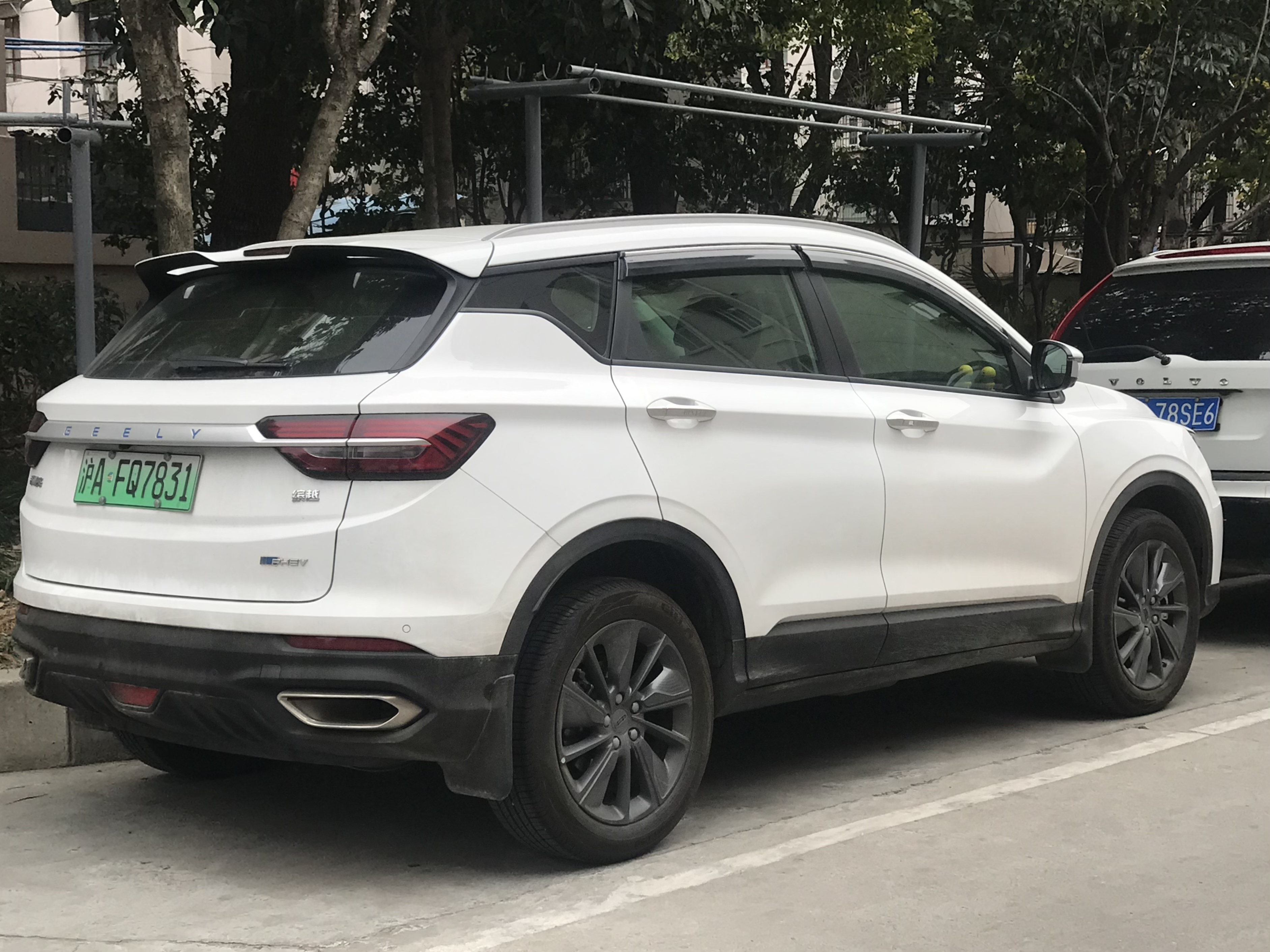
Vue arrière

## Marchés

### Malaisie

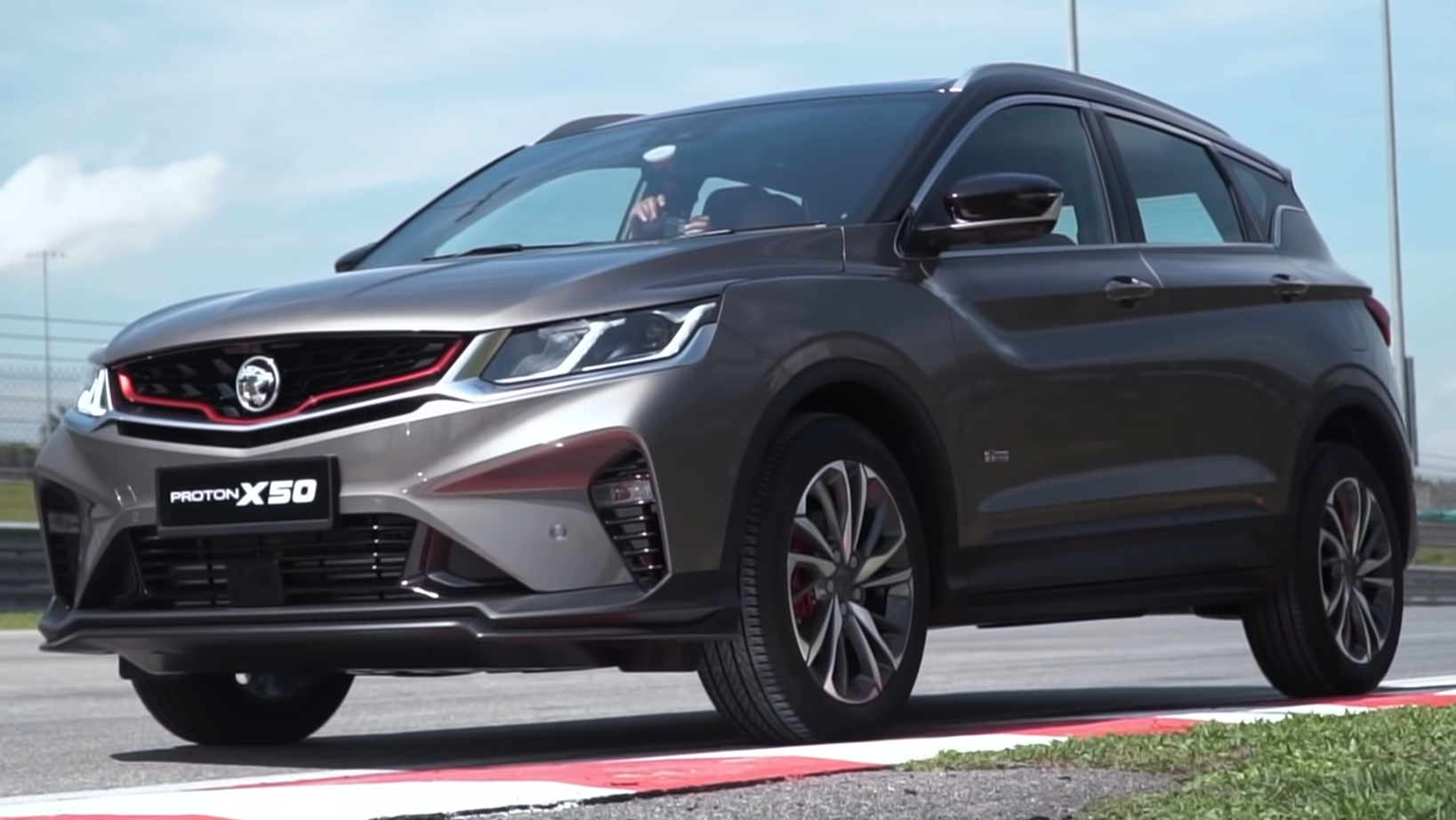
Protons X50

Le Binyue est sorti sous le nom de Proton X50 en Malaisie en septembre 2020 et lancé le 27 octobre 2020. Il est assemblé localement par l'usine de Proton à Tanjung Malim en tant que second modèle de SUV et deuxième modèle basé sur Geely après le X70.

### Philippines
Aux Philippines, le Binyue est vendu sous le nom de Coolray, qui a été lancé le 25 septembre 2019 et marque le retour de Geely sur le marché philippin,. Plus tard en 2022, Geely a lancé le Coolray GT Limited Edition aux Philippines.

### Biélorussie
En Biélorussie, le Coolray a été lancé le 12 février 2020. Il est assemblé par BelGee, une coentreprise entre Geely et BelAZ.

### Russie
Le Coolray a été lancé en Russie le 27 février 2020. En 2022, le Coolray est disponible en version NERO, peint en noir avec une finition carbone.

## Sécurité
Le véhicule possède un système de conduite automatisée de niveau 2 avec régulateur de vitesse intelligent avec suivi du trafic jusqu'à 150 km/h et du changement de voie autonome et aide au stationnement automatique.

## Ventes
| Année | Chine   |
| ----- | ------- |
| 2018  | 23 361  |
| 2019  | 137 528 |
| 2020  | 126 145 |